# Gabara grisea
Gabara grisea är en fjärilsart som beskrevs av William Schaus 1894. Gabara grisea ingår i släktet Gabara och familjen nattflyn. Inga underarter finns listade i Catalogue of Life.